# الیو کرووتو
الیو کِـرووِتو (ایتالیایی: Elio Crovetto؛ ‏ ۶ دسامبر ۱۹۲۶ – ۸ نوامبر ۲۰۰۰) بازیگر اهل ایتالیا بود.
از فیلم‌هایی که وی در آن نقش داشته‌است، می‌توان به هزار و یک شب ایتالیایی، زندگی دشوار، با ببرها بازی نکنید، شنبه، یکشنبه و جمعه، شکر، عسل و فلفل و راهبه آتش‌پاره اشاره کرد.